# Route 104 (Québec)
Die Route 104 ist eine Nationalstraße (Route nationale) der kanadischen Provinz Québec und führt durch die Verwaltungsregion Montérégie.

## Streckenbeschreibung
Die 93,5 km lange Überlandstraße führt von La Prairie, einem südlichen Vorort von Montréal, in östlicher Richtung über Saint-Jean-sur-Richelieu, Farnham und Cowansville nach Lac-Brome – unweit der Staatsgrenze zu den USA. Im Stadtgebiet von Saint-Jean-sur-Richelieu ist die Route 104 über eine Strecke von 8 km deckungsgleich mit der Autoroute 35.